# روجر تي بينيتيز
روجر تي بينيتيز (بالإنجليزية: Roger T. Benitez) هو قاضي ومحامي أمريكي، ولد في 1950 في هافانا في كوبا.